# Hôtel Francis Marion
L'hôtel Francis Marion (en anglais : Francis Marion Hotel) est un hôtel américain situé à Charleston, en Caroline du Sud. Ouvert en 1924, cet établissement est membre des Historic Hotels of America depuis 1999.